# The Mortician
The Mortician är en amerikansk dokumentärserie vars första säsong hade premiär på Max den 1 juni 2025. Säsongen består av 3 avsnitt.

## Handling
Serien utspelar sig i Pasadena under 1980-talet och handlar om ett familjeägt begravningsföretag som leddes av David Sconce. Genom att utnyttja sörjande familjer och avlidna personer med oetiska metoder maximerade de vinsten.